# Ius interpretandi
Ius interpretandi - panujący w danej kulturze prawnej zespół reguł i zasad, za pomocą których interpretuje się przepisy prawa zawartego w ustawach, konstytucji i innych aktach normatywnych.  W związku z powyższym każda kultura prawna będzie miała swoje własne  ius interpretandi. Można też mówić np. o polskim czy niemieckim ius intepretandi.